# Хуссейн Аммута
Хуссейн Аммута (араб. الحسين عموتة, нар. 24 жовтня 1969, Хеміссет) — марокканський футболіст, що грав на позиції півзахисника. По завершенні ігрової кар'єри — тренер. З 2024 року очолює тренерський штаб команди «Аль-Джазіра».Відомий за виступами в низці марокканських та закордонних клубів, а також за національну та олімпійську збірні Марокко. Як гравець був володарем Кубка Марокко чемпіоном Катару, триразовим володарем Кубка шейха Яссіма та володарем Кубка Президента ОАЕ. Як футбольний тренер найбільш відомий роботою зі збірною Йорданії та марокканським клубом «Відад». Як тренер є срібним призером Кубка Азії 2023 року, володарем Кубка Марокко, чемпіоном Катару, володарем Кубка шейха Яссіма, володарем Кубка конфедерації КАФ та переможцем Ліги чемпіонів КАФ.

## Клубна кар'єра
Хуссейн Аммута народився у 1969 році в місті Хеміссет. У дорослому футболі дебютував 1988 року виступами за команду «Іттіхад» (Хеміссет), в якій грав до 1990 року. З 1990 до 1996 року Аммута грав у складі клубу ФЮС (Рабат), з яким став володарем Кубка Марокко. У 1996—1997 роках футболіст грав у саудівському клубі «Аль-Ріяд». З 1997 до 2001 року Аммута грав у складі катарського клубу «Аль-Садд», у складі якого став чемпіоном Катару та триразовим володарем Кубка шейха Яссіма. У 2001—2003 роках Аммута грав за еміратський клуб «Шарджа», у складі якого став володарем Кубка Президента ОАЕ. У 2002 році марокканський футболіст грав у складі катарського клубу «Катар СК». У 2003 році Хуссейн Аммута став граючим тренером марокканського клубу «Земмуріс».

## Виступи за збірні
У 1991 році Хуссейн Аммута дебютував у складі національної збірної Марокко. У 1992 році у складі олімпійської збірної Марокко він також брав участь у футбольному турнірі літніх Олімпійських ігор 1992 року. У складі національної збірної грав до 1994 року, загалом провів у її складі 5 матчів, у яких відзначився 1 забитим м'ячем.

## Кар'єра тренера
У 2003 році Хуссейн Аммута став граючим тренером марокканського клубу «Земмуріс». У 2005 році він очолив свій колишній клуб «Іттіхад» (Хеміссет), у якому працював до 2008 року. У 2008 році Аммута став головним тренером клубу ФЮС (Рабат), у якому працював до 2011 року. Під керівництвом тренера столична команда у 2010 році виграла Кубок Марокко та Кубок конфедерації КАФ.
У 2011 році Хуссейн Аммута став технічним директором катарського клубу «Аль-Садд», а в 2012 році став головним тренером катарського клубу. Головним тренером клубу марокканець працював до 2015 року, і за цей час команда виграла чемпіонат Катару та стала володарем Кубка шейха Яссіма.
На початку 2017 року став головним тренером команди «Відад» (Касабланка), з якою в цьому ж році виграв чемпіонат країни та Лігу чемпіонів КАФ, проте у 2018 році тренер покинув клуб із Касабланки. У 2020—2022 роках Аммута очолював збірну клубів Марокко.
У 2022 році Хуссейн Аммута вдруге у своїй біографії очолив клуб «Відад», проте вже на початку 2023 року очолив клуб ФАР (Рабат), з яким виграв чемпіонат країни. У 2023 році Аммута прийняв пропозицію очолити національну збірну Йорданії. З йорданською збірною марокканський тренер досяг найбільшого успіху в її історії — другого місця на Кубку Азії 2023 року. Проте невдовзі після закінчення турніру Аммута покинув пост головного тренера збірної, та очолив еміратський клуб «Аль-Джазіра».

## Титули і досягнення

### Як гравця
- Володар Кубка Марокко (1):

ФЮС (Рабат): 1994—1995
- Чемпіон Катару (1):

«Аль-Садд»: 1998—1999
- Володар Кубка шейха Яссіма (3):

«Аль-Садд»: 1997, 1999, 2001
- Володар Кубка Президента ОАЕ (1):

«Шарджа»: 2002—2003

### Як тренера
- Чемпіон Марокко (2):

«Відад» (Касабланка): 2016–2017
ФАР (Рабат): 2022–2023
- Володар Кубка Марокко (1):

ФЮС (Рабат): 2009—2010
- Чемпіон Катару (1):

«Аль-Садд»: 2012–2013
- Володар Кубка шейха Яссіма (1):

«Аль-Садд»: 2014
- Володар Кубка конфедерації КАФ (1):

ФЮС (Рабат): 2010
- Переможець Ліги чемпіонів КАФ (1):

«Відад» (Касабланка): 2017